# Teignmouth Electron
Il Teignmouth Electron fu il trimarano che Donald Crowhurst utilizzò nel tentativo di aggiudicarsi la Golden Globe Race nel 1968. Aveva una lunghezza di 12 m ed era stato progettato dal californiano Arthur Piver. Giudicato difficile da pilotare per un non esperto come Crowhurst, la nave era molto veloce ma non stringeva il vento più di 60°. Era molto difficile da capovolgere ma se fosse stato rovesciato da un'onda anomala sarebbe stato impossibile da raddrizzare, per cui il suo proprietario aveva intenzione di attrezzarlo di un meccanismo anticapovolgimento basato su una boa gonfiabile in testa d'albero con sensori che la attivassero in caso di ribaltamento, ed un sistema di pompe per raddrizzarlo. La necessità di partire per la gara entro i termini stabiliti spinse Crowhurst a rimandare l'ultimazione del sistema a durante la navigazione, ma non fu in grado di completarlo.
Il trimarano fu trovato, alla deriva e senza occupanti, il 10 luglio 1969. Non c'erano segni che fosse stato danneggiato catastroficamente da una tempesta o da un'onda anomala e si presunse che Donald Crowhurst fosse caduto o fosse saltato fuori bordo ed annegato. L'ultima pagina del suo diario di bordo conteneva le parole: “Non ho bisogno di prolungare il gioco. È finito - È finito È LA MISERICORDIA ". 
Dopo la sua scoperta da parte della RMS Piccardia nel mezzo dell'oceano, il Teignmouth Electron fu portato in Florida e successivamente in Giamaica. Successivamente i finanziatori britannici della spedizione vendettero la barca a un giovane imprenditore giamaicano di nome Roderick Bunny Francis, che la modificò per crociere da diporto a Montego Bay.
Dopo alcuni passaggi di proprietà, la barca è stata portata a Grand Cayman e poi a Cayman Brac, dove è rimasta in servizio come barca per immersioni fino al 1983. Bisognosa di lievi riparazioni, subì una caduta da una gru e successivamente danneggiata dall'uragano Gilbert nel 1988 e abbandonata sulla spiaggia. Nel 2008 le Cayman sono state colpite dai venti a 140 miglia all'ora dell'uragano Paloma, che distrussero gran parte di ciò che restava del relitto del Teignmouth Electron.